# Viktor Ivanovič Pacaev
Viktor Ivanovič Pacaev (in russo Виктор Иванович Пацаев?; Aktjubinsk, 19 giugno 1933 – Spazio, 30 giugno 1971) è stato un cosmonauta sovietico.

## Biografia
Nato nell'allora RSS di Kazakistan, all'età di otto anni Pacaev perse il padre, caduto durante la battaglia alle porte di Mosca contro le forze naziste durante la Seconda guerra mondiale. Ciò nonostante poté frequentare l'istituto industriale di Penza dove concluse i suoi studi nel 1955. Successivamente venne assegnato all'osservatorio centrale di scienze aeronautiche di Mosca, dove poté collaborare allo sviluppo di missili usati per fini di osservazione meteorologica. Nel 1958 passò all'OKB-1, l'ufficio sperimentale di progettazione (in russo особое конструкторское бюро), che si dedicava allo sviluppo di prototipi per la tecnica da usare durante i voli nello spazio. A partire dal 1968 Pacaev partecipò, con l'incarico di "specialista di missione di carattere non militare" al programma di preparazione ed addestramento dei futuri cosmonauti. Nell'aprile del 1971 fece parte dell'equipaggio di supporto della missione Sojuz 10 e dal 6 al 29 giugno 1971 partecipò alla missione nello spazio di carattere scientifico Sojuz 11 nel ruolo di ingegnere di bordo. Questa missione ebbe una durata totale di 23 giorni, 18 ore e 21 minuti.
Dopo il rientro nell'atmosfera, che sembrava essersi svolto senza particolari problemi, al momento di aprire la capsula spaziale di rientro si fece la tragica scoperta che l'intero equipaggio era deceduto. Solo successivamente venne accertata la causa di morte. Una valvola di scarico si era aperta per errore durante la delicata fase di rientro e pertanto l'atmosfera presente all'interno della capsula era fuoriuscita completamente, mentre dei gas tossici erano entrati all'interno della navicella causando così la morte dell'equipaggio per soffocamento. Vennero rilevate diverse ferite ad una mano di Pacaev, molto probabilmente causate dal tentativo dello stesso di chiudere manualmente la valvola rimasta aperta, poco prima di perdere i sensi.
Fino a tale missione, i cosmonauti sovietici erano soliti volare, durante la fase del rientro, senza indossare le apposite tute spaziali, per motivi di spazio. L'incidente comportò che tutte le missioni successive (fino al volo della Sojuz T-3 nel novembre del 1980) si effettuarono con due soli cosmonauti onde garantire spazio sufficiente per vestire le tute spaziali durante il rientro nell'atmosfera e aumentare così notevolmente la sicurezza dell'equipaggio.
Dopo la tragedia gli venne conferito, alla memoria, il titolo onorario di Eroe dell'Unione Sovietica. Successivamente un cratere lunare e l'asteroide numero 1791 Patsayev vennero intitolati al suo nome.